# Towarzystwo kredytowe ziemskie

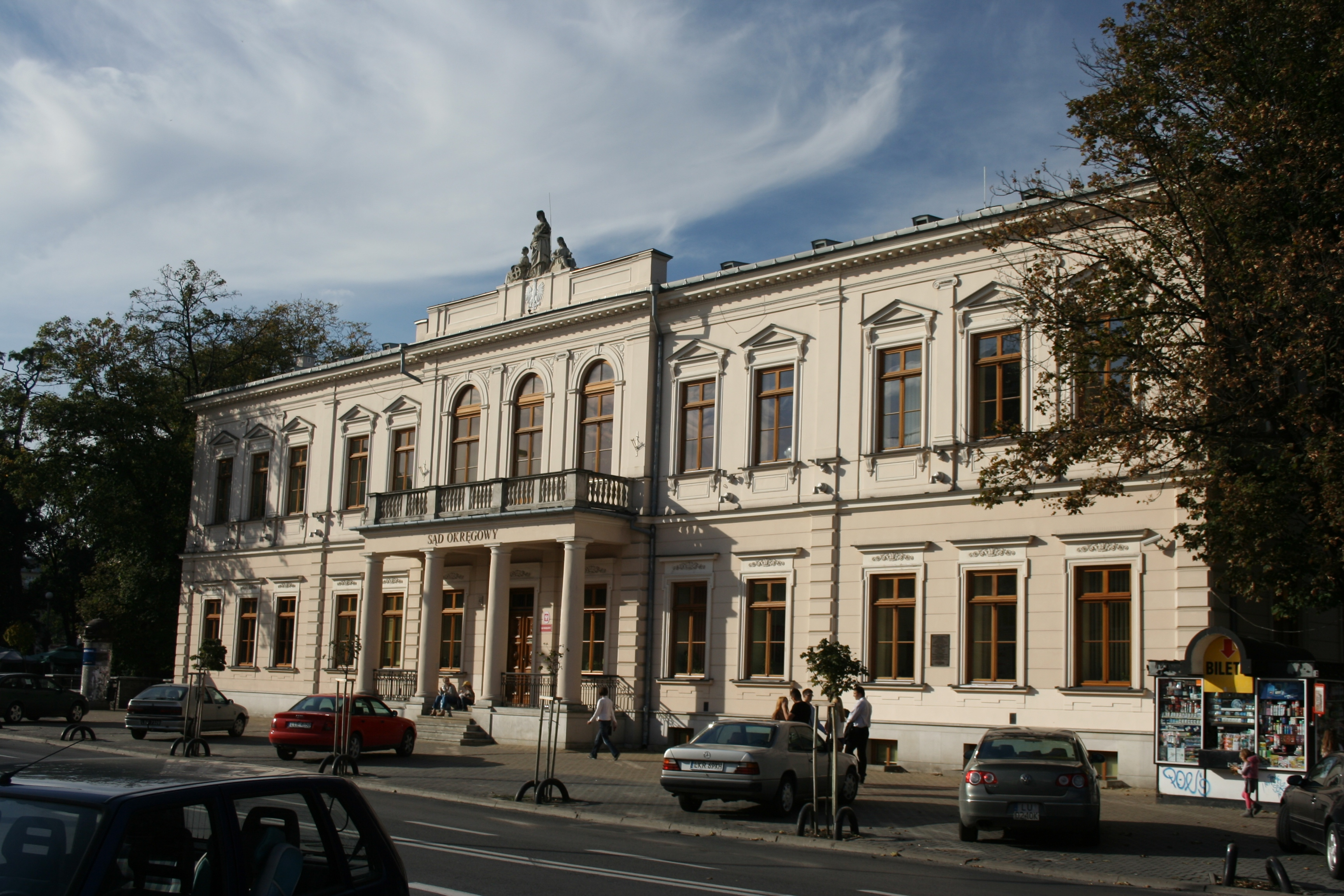
Gmach Towarzystwa kredytowego ziemskiego w Lublinie

Towarzystwo kredytowe ziemskie – instytucje kredytowe zakładane w XIX w. w celu zapewnienia ziemiaństwu kredytów hipotecznych.
W 1825 r. utworzone zostało z inicjatywy Ksawerego Druckiego-Lubeckiego Towarzystwo Kredytowe Ziemskie w Warszawie.
Towarzystwa kredytowe postawione zostały w Polsce w stan likwidacji na podstawie uchwały Rady Ministrów z 1948 r. o likwidacji towarzystw kredytowych.